# Чжоу Хаохуэй
Чжоу Хаохуэй (кит. трад. 周浩晖, пиньинь Zhōu Hàohuī, род. 15 ноября 1977, Янчжоу) — китайский писатель, входит в тройку культовых китайских авторов остросюжетной литературы.  Произведения Чжоу Хаохуэя были переведены на ряд языков мира и экранизированы. Наиболее известен как автор серии детективных романов «Письма смерти», который является бестселлером.

## Биография
Чжоу Хаохуэй родился в городе Янчжоу провинции Цзянсу. Учился в средней школе в Янчжоу. В 1996 году поступил в Университет Цинхуа в Пекине, который окончил в 2003 году получив степень магистра инженерных наук. В том же году опубликовал свой первый рассказ под названием «Человек в футляре». 
В 2009 году был опубликован первый том трилогии «Письма смерти», второй том под названием «Знаки судьбы» вышел в 2010 году, а в 2011 году вышел заключительный том «Элегия смерти». Вся трилогия была издана на русском. 
Чжоу Хаохуэй написал ещё несколько романов, новелл, рассказов и сценариев, а также книги на тему кулинарии.
Его романы снискали ему мировую славу мастера детектива, исследователя хитросплетений человеческой натуры, криминальных мотивов и искусства расследования. Известен как «китайский Кэйго Хигасино».

## Экранизации
- В 2014 году вышел веб-сериал, по мотивам «Писем смерти» под названием «Человек тьмы». В Китае этот веб-сериал набрал более 2,4 миллиарда просмотров и достиг и получил большое признание[3].
- В 2022 вышла полнометражная экранизация «Писем смерти», под названием «Уведомление о смерти[англ.]».
- Hunan Tianyu Media приобрела права на экранизацию и телевизионную адаптацию романов «Убийственная картина» и «Склон призрачной надежды».